# Ramatoulaye Diagne Mbengué
Ramatoulaye Diagne Mbengue, née en 1963, est une philosophe sénégalaise, enseignante et rectrice d'université.

## Biographie
Elle est née en 1963 à Dakar. Elle effectue des études supérieures en France, notamment au lycée Louis-le-Grand, en classes préparatoires littéraires, puis devient docteure en philosophie à l'université Paris-IV Sorbonne.
Elle revient ensuite au Sénégal. De 1991 à 1995, elle est professeure de philosophie du lycée Lamine Guèye à Dakar, puis devient assistante au département de philosophie de l’université Cheikh Anta Diop (UCAD). 15 ans plus tard, en 2010, elle obtient ensuite le titre de professeure titulaire. Puis, elle est nommée directrice de l'école doctorale Études de l'homme et de la société (ETHOS) de cette université dakaroise, et présidente  de la Société sénégalaise  de philosophie,. Elle est l'auteure de plusieurs ouvrages, où elle met en particulier en exergue les apports des philosophes africains au développement de la pensée philosophique. En 2017, elle devient la premiere femme recteur d'une université au Senegal car est choisie comme recteur de l'université Ibra Der Thiam de Thiès, une université créée en 2007. Elle est confrontée dans cette fonction à des critiques et des mouvements de grève du Syndicat autonome des enseignants du supérieur (SAES),.